# Homshuk
Homshuk és un cràter sobre la superfície del planeta nan Ceres, situat amb el sistema de coordenades planetocèntriques a 15.5 ° de latitud nord i 98.29 ° de longitud est. Fa un diàmetre de 70 km. El nom va ser fet oficial per la UAI el primer d'octubre del 2015 i fa referència a Homshuk, esperit de blat de moro de la cultura dels popoluca.